# Ronald Reagan Washington National Airport
Ronald Reagan Washington National Airport (IATA: DCA, ICAO: KDCA, FAA LID: DCA) är en flygplats i USA söder om centrala Washington, DC, belägen i Arlington County i Virginia. Den hette tidigare Washington National Airport; men bytte 1998 namn och uppkallades då efter Ronald Reagan, som åren 1981–1989 var president i USA. Flygplatsen drivs av Metropolitan Washington Airports Authority (MWAA).

### Fotnoter
1. ↑  ”Ronald Reagan Washington National Airport” (på engelska). Airport Master Records and Reports. http://www.gcr1.com/5010web/airport.cfm?Site=DCA.
2. ↑  ”What’s in an eponym? Celebrity airports - could there be a commercial benefit in naming?” (på engelska). Centre for Aviation. http://centreforaviation.com/analysis/whats-in-an-eponym-could-there-be-a-financial-or-other-benefit-in-celebrity-airport-naming-215965.